# Culex riojanus
Culex riojanus är en tvåvingeart som beskrevs av Duret 1968. Culex riojanus ingår i släktet Culex och familjen stickmyggor. Inga underarter finns listade i Catalogue of Life.